# Sembukan
Sembukan is een bestuurslaag in het regentschap Wonogiri van de provincie Midden-Java, Indonesië. Sembukan telt 3240 inwoners (volkstelling 2010).